# رجب الوحش (فلم)
رجب الوحش هو فيلم مصري عرض عام 1985، بطولة فريد شوقي وسماح أنور وهشام سليم، ومن إخراج كمال صلاح الدين.

## قصة الفيلم
يعيش (رجب الوحش) الرجل الفقيرمع زوجته من دخل أولاده (جلال) بائع الفل و(هاشم) و(سعاد) بائعي أوراق اليانصيب، يعطف الثري (شوقي) على سعاد التي يرى فيها شبهًا من ابنته الراحلة، ويقرر أن يتبناها فيوافق رجب مقابل حصوله على مبلغ شهري من المال وتعيش سعاد مع شوقي وأخته (علية) وتتعلم حتى تصل إلى المرحلة الجامعية، يدخل رجب السجن ويموت ابنه جلال خلال تواجده في السجن.

## طاقم التمثيل
- فريد شوقي: (رجب)
- سماح أنور: (سعاد)
- هشام سليم: (جلال)
- إحسان القلعاوي: (والدة جلال)
- سعاد حسين: (علية)
- أحمد خميس: (شوقي)
- ناهد صلاح الدين: (داليا)
- سميرة صدقي: (أمونة)
- شفيق جلال: (برنس)
- شريف صلاح الدين: (هاشم)
- كمال أبو رية: (د. مراد)
- وسيلة حسين: (كوثر)
- فاروق علي: (سمير عنبة)
- محمد أبو حشيش: (حسن الفللي)
- مطاوع عويس (صديق رجب)
- محمد الأدنداني: (الأسطى فرج)
- محمد أبو الحسن: (الأسطى أحمد)
- رشوان مصطفى
- عمران بحر
- مكرم المصري
- عزيز حافظ
- حللي محمد

## فريق العمل
- إخراج: كمال صلاح الدين
- قصة: فاروق علي
- سيناريو وحوار: كمال صلاح الدين
- مدير التصوير: رمزي إبراهيم
- مونتاج: محمد الطباخ
- إنتاج: المصرية اللبنانية للسينما (حسين الصباح)
- توزيع داخلي: المصرية اللبنانية للسينما
- توزيع خارجي: الشركة اللبنانية للتجارة والاستثمار السينمائي (صبّاح إخوان)

## وصلات خارجية
- رجب الوحش على موقع قاعدة بيانات الأفلام العربية